# Alcanhões
Alcanhões est une freguesia portugaise située dans le District de Santarém.
Avec une superficie de 11,44 km2 et une population de 1 615 habitants (2001), la paroisse possède une densité de 141,2 hab/km2.